# اعتقاد (ترانه دیما بیلان)
"اعتقاد"(به انگلیسی: Believe)ترانه برنده مسابقه یوروویژن ۲۰۰۸ از خواننده روسی دیما بیلان است.